# نادي سرقسطة لكرة القدم للسيدات
نادي سرقسطة لكرة القدم للسيدات Zaragoza CFF هو نادي إسباني من مدينة سرقسطة تأسس عام 2002.